# Простетична група
Простетична група — небілковий (неамінокислотний) компонент складних білків, важливий для біологічної активності білка. Простетична група може бути як органічною сполукою (наприклад, вітаміном, цукром або ліпідом) або неорганічною (наприклад, іоном металу). Простетичні групи міцно зв'язані з білками, часто за допомогою ковалентних зв'язків. Часто вони необхідні для функціонування ферментів. Білок без характерної для нього простетичної групи називається апопротеїном, тоді як білок із характерною простетичною групою — голопротеїном.
Простетичні групи — підклас кофакторів, відрізняються від коферментів постійним зв'язком з білком, на відміну від тимчасового зв'язку коферментів. У ферментах простетичні групи зазвичай залучені в активні ділянки.
Одним з прикладом простетичних груп є гем в складі гемоглобіну. Інші приклади органічних простетичних груп — похідні вітамінів: тіамін (вітамін B1), пірофосфат тіаміну, пірідоксал-фосфат і біотин. Саме через включення вітамінів як простетичних груп вітаміни так необхідні дієті людини. Неорганічні простетичні групи — зазвичай іони перехідних металів, наприклад заліза (у складі гему, наприклад в складі цитохром-c-оксидази і гемоглобіну), цинк (в складі вуглецевої ангідрази), магній (в складі деяких кіназ) і молібден (у складі нітратної редуктази).